# Linia kolejowa Zegrze – Warszawa Wawer
Zegrze – Warszawa Wawer – zlikwidowana linia kolei wąskotorowej łącząca Warszawę z Zegrzem.

## Historia
W latach 1913–1914 wojska rosyjskie rozpoczęły budowę nasypów, przepustów, mostów itp, lecz nie zdążyły wybudować linii, ponieważ na te tereny w roku 1915 wkroczyły wojska niemieckie, które domagały się budowy linii łączącej Zegrze z Wawrem. Rozpoczęto prace nad odcinkiem Struga – Zegrze. Budowa była ułatwiona, ponieważ elementy wybudowane przez Rosjan można było wykorzystać. W 1916 przystąpiono do budowy drugiego odcinka, ze Strugi do Wawra.
Obecnie w śladzie linii kolejowej przebiega droga wojewódzka nr 631.